# Berezyszcze
Berezyszcze (biał. Бярэзішчы) – wieś w Polsce położona w województwie podlaskim, w powiecie hajnowskim, w gminie Czeremcha.
| SIMC    | Nazwa | Rodzaj    |
| ------- | ----- | --------- |
| 0991746 | Osyp  | część wsi |

W latach 1975–1998 miejscowość administracyjnie należała do województwa białostockiego.
Prawosławni mieszkańcy wsi należą do parafii Opieki Matki Bożej w Zubaczach, a wierni kościoła rzymskokatolickiego do parafii Najświętszej Maryi Panny Królowej Polski w Czeremsze.
Wieś w 2011 roku zamieszkiwało 39 osób.

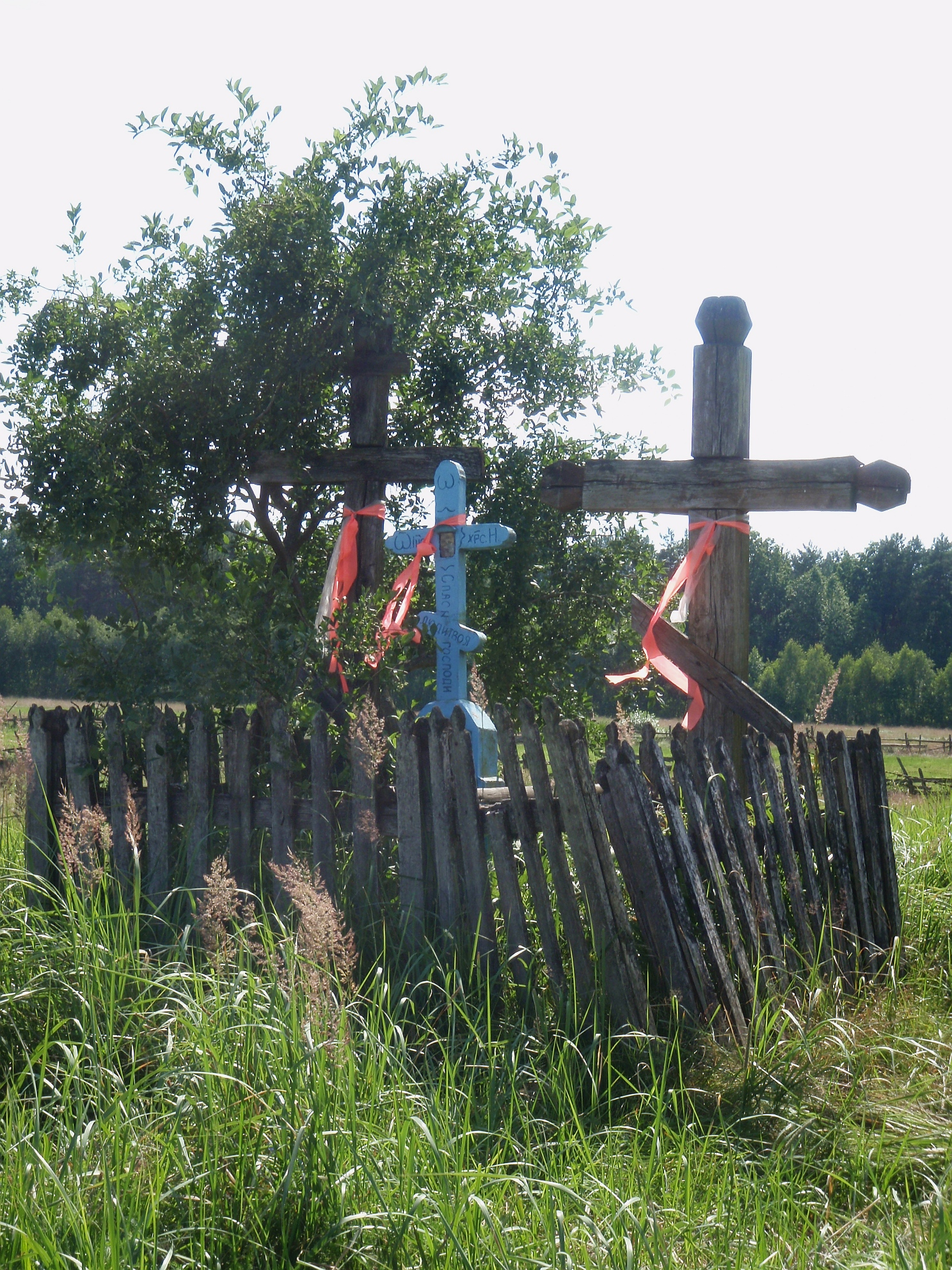
Prawosławne krzyże wotywne
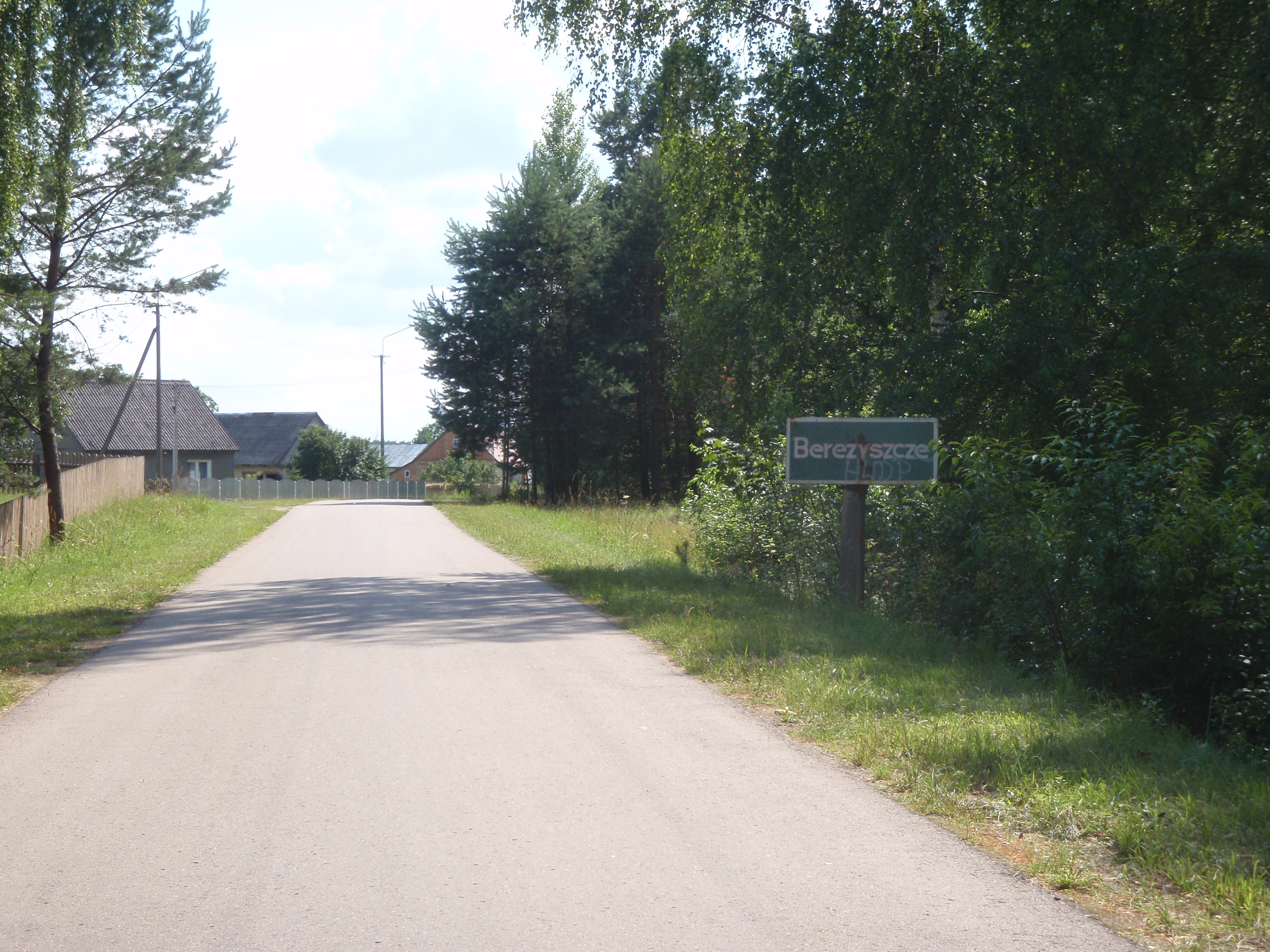
Wjazd do wsi od Czeremchy
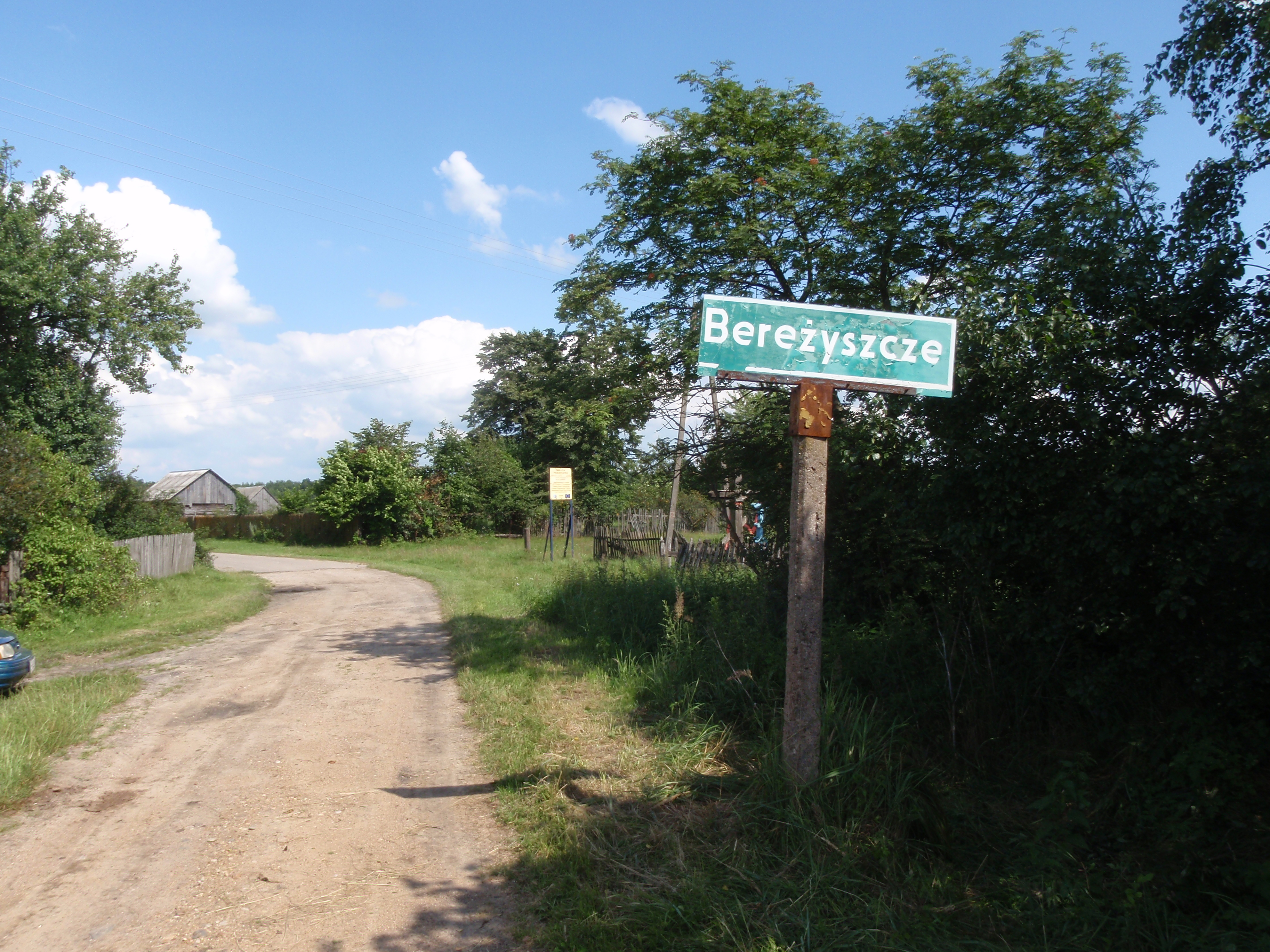
Wjazd do wsi od Zubacz